# کانکلاو
کانکلاو (به آلمانی: Kankelau) یک شهر در آلمان است که در هرتسوگتوم لاونبورگ واقع شده‌است. کانکلاو ۲۱۸ نفر جمعیت دارد.